# Siezbüttel
Siezbüttel este o comună din landul Schleswig-Holstein, Germania.